# Maial Campers - Porcelloni al campeggio
(Wendy / Dominique Swain)
Maial Campers - Porcelloni al campeggio (Happy Campers) è un film del 2001 scritto e diretto da Daniel Waters e interpretato da Brad Renfro e Dominique Swain.
La storia narra di un gruppo di sette adolescenti che si sono offerti volontari per aiutare il direttore di un campeggio estivo a gestire i nuovi ragazzini per quaranta giorni. Gli eventi si complicheranno fino a che i ragazzi non saranno costretti ad ammettere che quell'esperienza non li ha cambiati affatto.

## Trama
Camp Bleeding si trova di fronte un'altra stagione estiva. Una cinquantina di nuovi ragazzini sta per approdare. Il direttore del campeggio, Oberon, ha però sette ragazzi di circa vent'anni ad aiutarlo nel difficile compito. Sono Wendy, ragazza religiosa, responsabile, amante delle regole e del controllo; Talia, mondana e segretamente innamorata del compagno di college Wichita; Donald, detto Duffy, timido, impacciato e innamorato di Wendy; Jasper, omosessuale molto scaltro, anche lui attratto da Wichita; Adam, burbero e materialista; Pixel, hippie stravagante con tendenze lesbiche; e infine Wichita, sedicente anarchico e silenzioso poeta.
I ragazzi si sono tutti offerti volontari, chi per una ragione, chi per un'altra. Alla fine del film, però, Donald dichiarerà ridacchiando di non sapere davvero perché lo aveva fatto. Nessuno di loro, con l'eccezione di Wendy, è però davvero entusiasta del compito che gli spetta. Le prime delusioni arrivano sfogliando il libretto di presentazione, che ha "sorrisi idioti in copertina" e triti cliché all'interno.
All'arrivo dei ragazzini, gli aiutanti cominciano subito a darsi da fare. La prima settimana scorre veloce, il calendario delle attività è ricolmo, e mentre i campeggiatori si divertono, Wichita e compagni fanno del loro meglio per non annoiarsi. C'è da dire che nessuno di loro allaccia un rapporto di vera amicizia con gli altri: i caratteri dei sette ragazzi sono così differenti da non permettere appigli. Durante l'ottavo giorno, che Wichita ha trasformato con un piccolo "colpo di stato" da sfilza di attività sportive a giorno ricreativo al lago, Wendy e Wichita hanno un piccolo battibecco riguardo ad una canzone. La lite culmina con una caccia nella foresta, che Oberon fraintende come un perverso rituale erotico. Ormai però la scintilla tra Wendy e Wichita è scattata, e i due si incontrano per caso quella notte, di nuovo nella foresta. Dopo aver parlato un po', i due cominciano a baciarsi, attirando le ire di Oberon che li coglie in fallo. Il direttore viene però colpito da un fulmine e cade in un coma quasi vegetativo.
Senza direttore, è Wendy a gestire le cose al campeggio. La serie di impegni che è costretta a prendersi le fa dimenticare del tutto Wichita. Un evento inatteso sconvolge però la tranquilla vacanza dei ragazzi: un uragano violentissimo si abbatte nelle vicinanze di Camp Bleeding Dove e costringe i suoi occupanti ad un assedio forzato. Nel frattempo, scopriamo che Wichita, Talia, Donald e Jasper hanno delle controparti tra i ragazzini.
Durante l'occhio del ciclone, i campeggiatori escogitano un piano per far riavvicinare Wendy e Wichita. I due infatti si ricongiungono e passano la notte al lago. Nel frattempo anche Adam e Pixel, nonostante i caratteri completamente opposti, iniziano una storia. Negli ultimi giorni, anche Jasper troverà un cuoco omosessuale con cui passare il tempo. Gli unici a rimanere soli sono quindi Donald e Talia. A dispetto di un tentativo piuttosto impacciato di Donald, tra i due non c'è alcun tipo di attrazione. Talia però trova conforto nell'intrattenere i ragazzini del campeggio.
Wendy vorrebbe che la sua storia con Wichita continuasse anche dopo quell'estate, ma Wichita non è d'accordo. Wendy, allora, per essere sicura che Wichita tenga davvero a lei, invita Pixel a tentare Wichita, e a vedere se lui resiste. Wichita, avvicinato da Pixel, intravede Wendy dietro un albero e bacia Pixel di proposito e senza sentimento. Wendy allora prepara una miscela micidiale di medicine e la versa nel bicchiere del caffè, decisa a farla pagare a Wichita.
La gestione degli eventi scivola di mano ai ragazzi, che si trovano sempre più di fronte a situazioni gravi e pericolose. Donald, afflitto dalla sua mancanza di successo con le ragazze, raduna i ragazzini, li fornisce di profilattici riempiti d'acqua e decide, con un discorso d'incoraggiamento, di andare a disturbare le varie coppie del campeggio. I ragazzi naturalmente accettano, e così Wendy, Wichita, Pixel, Adam, Jasper e il cuoco sono bombardati e questo evento segna anche simbolicamente la fine delle loro storie.
È il quarantesimo e ultimo giorno a Camp Bleeding Dove. Oberon si è risvegliato, e i ragazzi devono partire. È tempo di addii, ma tutti sono così impegnati a riflettere sulla loro personalità che non hanno tempo di pensare agli altri. Wendy, Wichita e un ragazzino vengono costretti a fare una foto con finti sorrisi. La foto finirà poi sulla copertina del libro di presentazione del campeggio.